# فرکانس کاری جی‌اس‌ام
باندهای فرکانس GSM (به انگلیسی: GSM frequency bands) یا محدوده فرکانس‌های جی‌اس‌ام توسط اتحادیه بین‌المللی مخابرات برای کار کردن با ابزارهای تماس بی‌سیم طراحی شده‌اند.

## فرکانس GSM در ایران
در ایران شرکت همراه اول و همین‌طور شرکت ایرانسل با استفاده از هر دو باند فرکانس 900 MHz است و فرکانس DSMدر ایران 1800MHzاست